# Principio de energía libre
El principio de la Energía Libre (PEL) es un marco teórico que postula un principio unificador para comprender la cognición y el comportamiento adaptativo en los sistemas vivos. Sugiere que los organismos, incluido el cerebro, funcionan minimizando una cantidad llamada "energía libre" a través de la inferencia activa y el procesamiento predictivo. El principio de energía libre has sido criticado por ser complejo de entender, incluso para especialistas, y la consistencia matemática de la teoría ha sido cuestionada por estudios recientes.
La energía libre es una medida de sorpresa o incertidumbre en las entradas sensoriales de un organismo, lo que refleja la falta de coincidencia entre su modelo interno del mundo y los datos sensoriales reales recibidos. La PEL argumenta que los sistemas vivos se esfuerzan por minimizar la energía libre generando y actualizando modelos internos que predicen las causas de las entradas sensoriales. Este proceso implica inferencia y aprendizaje continuos, donde el sistema ajusta sus representaciones internas para que coincidan mejor con los datos observados.
Al minimizar la energía libre, los organismos pueden mantener un estado de orden o predicción que se alinea con sus entradas sensoriales. Este principio permite a los organismos generar predicciones más precisas sobre el mundo y reducir su incertidumbre. Proporciona un marco teórico para comprender la percepción, el aprendizaje y la cognición, enfatizando la importancia de la inferencia activa y el papel de los modelos predictivos en la configuración del comportamiento y la adaptación.
El PEL tiene implicaciones para varios campos, incluidas las ciencias cognitivas, la neurociencia y la inteligencia artificial. Ofrece información sobre cómo los organismos procesan e integran información, toman decisiones y se adaptan a entornos dinámicos. Los investigadores aplican el PEL para estudiar una amplia gama de fenómenos, desde la percepción sensorial y el control motor hasta procesos cognitivos de alto nivel como la atención, la memoria y la toma de decisiones.
La minimización de la energía libre formaliza la noción de inferencia inconsciente en la percepción,y proporciona una teoría normativa (Bayesiana) del procesamiento neuronal. La teoría de procesos asociada a la dinámica neuronal se basa en minimizar la energía libre mediante el descenso de gradiente.
Más recientemente, el principio se utiliza especialmente en los enfoques Bayesianos de la función cerebral, pero también en algunos enfoques de la inteligencia artificial; está formalmente relacionado con los métodos Bayesianos variacionales y fue introducido originalmente por Karl Friston como una explicación de los bucles de percepción-acción encarnados en la neurociencia.